# Свободная немецкая рабочая партия
Свободная немецкая рабочая партия (нем. Freiheitliche Deutsche Arbeiterpartei, FAP) — германская ультраправая политическая организация. Придерживалась идеологии штрассеризма, выступала с крайне националистических, антикоммунистических и социально-популистских позиций. Претендовала на статус федеральной политической партии. Считалась крупнейшей неонацистской структурой ФРГ. Активно привлекала наци-скинхедов, практиковала уличное насилие. Запрещена как антиконституционная.

## Создание и программа
Основателем партии выступил в 1979 году штутгартский ультраправый журналист Мартин Папе — ранее функционер штрассеристской Независимой рабочей партии, известный разоблачениями «всемирного иезуитско-католического заговора».
Первые годы существования FAP не играла заметной роли в западногерманском праворадикальном движении. Положение изменилось с 1983 года, после запрета неонацистских группировок VSBD и ANS/NA. Члены запрещённых организаций переходили в легальную FAP.
Партийная программа мало отличалась от установок VSBD и ANS/NA. Идеологически партия продолжала традицию «левого» — штрассеристского — неонацизма. Важную роль играл национал-шовинистический и социальный популизм, заметны были черты солидаризма штадтлеровского толка. Антикоммунизм и антисоветизм соединялись с антикапиталистическими и антиамериканскими мотивами. Членский состав комплектовался в основном из скинхедской молодёжи, пропаганда обращалась к этой же среде.
Партийный флаг вызывал целенаправленные аллюзии с соответствующей символикой НСДАП: на красном полотнище чёрная шестерёнка очерчивала белый круг с аббревиатурой FAP.

## Руководство и структура
Партийное руководство состояло из опытных неонацистских активистов. До 1988 года Мартин Папе формально считался федеральным председателем партии, но был лишён реального влияния. Реальное руководство контролировали вначале Михаэль Кюнен (лидер ABS/NA), затем Фридхельм Буссе (лидер VSBD). Заместителями председателя являлись Зигфрид Борхардт (деятель футбольно-фанатского движения по кличке СС-Зигги), Арндт-Хайнц Маркс (активист Военно-спортивной группы Гофмана, проходивший обучение в палестинском лагере на территории Ливана) и Кристиан Ворх (один из основателей ANS/NA).
Видную роль играли организатор уличных акций Торстен Хайзе, садовод Гленн Гёрц (казначей FAP), его брат-студент Андре, идеолог-пропагандист Юрген Мослер, Кристиан Вендт (пресс-секретарь), функционер Национал-демократической партии (NPD) Михаэль Свирцек, молодой скинхед Норберт Вайднер (организатор уличных нападений на антифа). Почётным членом FAP был деятель ХСС Петер Гаувайлер, в 1990—1994 министр регионального развития и окружающей среды Баварии, до того госсекретарь баварского МВД.
Численность партии никогда не превышала 1000 человек. В 1983 FAP насчитывала около 300 членов, на момент роспуска в 1995 — около 500. Большинство из них состояли на учёте в полиции и BfV, многие имели судимости. Наиболее активные организации действовали в Рурской области и Нижней Саксонии.
С 1989 года, на фоне объединения Германии, FAP начали создавать свои ячейки на территории бывшей ГДР, включая Берлин и Бранденбург. Это направление курировал берлинец Ларс Бурмейстер. 19 января 1991 года FAP демонстративно провела съезд в Берлине на озере Гросер-Ванзе. 14 февраля 1992 собрание FAP было проведено в Штраусберге. Активная скинхедская группировка членов FAP была создана в Лейпциге. В 1992 году FAP устроила уличные беспорядки в Ростоке, где особо отличился Вайднер.

## Политическая активность
Деятельность партии сводилась в основном к публичным пропагандистским кампаниям — регулярным уличным шествиям, митингам, распространению печатной продукции. Велась активная организационная работа, действовали специальные структуры, ориентированные на рабочих, существовала женская организация FAP-Frauenschaft.
FAP располагала «штурмовыми» подразделениями, обеспечивавшими безопасность партийных мероприятий и совершавшими нападения на левых и антифа. Боевики вооружались ножами, бейсбольными битами, газовыми пистолетами, применяли коктейли Молотова. Несколько крупных нападений и избиений в Штутгарте и Дуйсбурге произошли в 1986 году. В Ульме функционер FAP Маркус Мёссле был осуждён за троекратное ограбление банков. Журнал Der Spiegel характеризовал боевиков FAP как «банду головорезов».
Идеологически FAP откровенно добивалась реабилитации национал-социализма, заявляла о допустимости насильственных методов политической борьбы. Выдвигалось требование восстановления Германии в границах 1939 года. Важное место занимала традиционная для неонацистов ксенофобская и расистская риторика.

Германия находится в осаде, всё большее количество иммигрантов ввергает людей в гнев. Мы, национал-социалисты — фронт предстоящей гражданской и расовой войны.

Фридхельм Буссе

Однако не меньшее значение имела социальная проблематика, призывы к национальной солидарности в «борьбе против новой бедности, безработицы и отчуждения». Националистический и социальный мотивы объединялись в требовании «рабочих мест для немецких рабочих».
Несколько раз FAP пыталась участвовать в федеральных (1987), региональных (Бремен, Гамбург, Штутгарт) и европейских (1989) выборах, однако никогда не получала более 0,1 % голосов.
Несколько раз в FAP возникали внутренние кризисы, ставившие партию на грань распада. В 1986 году Юрген Мослер жёстко потребовал изгнания Михаэля Кюнена как гомосексуалиста. В 1989 сторонники Кюнена по большей части покинули FAP. Возник новый конфликт между новым председателем Фридхельмом Буссе и группой Юргена Мослера—Михаэля Свирцека. После переизбрания Буссе председателем партии в 1990 году Мослер и Свирцек вышли из FAP.

## Запрет партии
В ночь на 23 ноября 1992 года неонацисты Ларс Кристиансен и Михаэль Петерс подожгли в Мёльне два дома, где жили турецкие иммигранты. Погибли три женщины. Петерс был приговорён к пожизненному заключению, Кристиансен к десяти годам тюрьмы.
Преступники не были членами FAP. Фридхельм Буссе от имени партии отмежевался от «трусливого и подлого убийства». Однако FAP как крупнейшая неонацистская организация оказалась в эпицентре критики и сделалась объектом полицейских расследований. Особое внимание привлекли братья Гёрц из-за демонстративного выражения нацистских взглядов и конфликтов с антифашистами.
С 1993 года МВД ФРГ начало процедуру запрета FAP. 17 ноября 1994 Конституционный суд Германии признал партию антиконституционной по признаку враждебности демократическому устройству ФРГ. 24 февраля 1995 года запрет FAP вступил в силу.
Активисты FAP продолжили политическую деятельность в других ультраправых организациях, прежде всего в неформальном движении Свободные товарищества (Freie Kameradschaften) и в NPD.

## Продолжение деятельности
- Михаэль Кюнен после ухода из FAP создал и возглавил очередную неонацистскую организацию Немецкая альтернатива, скончался в 1991 году (предположительно от СПИДа).
- Фридхельм Буссе состоял в NPD, вёл активную пропаганду неофашизма, был осуждён за призывы к антигосударственному мятежу, скончался в 2008 году.
- Мартин Папе несколько раз баллотировался в мэры Штутгарта, скончался в 2011 году.
- Зигфрид Борхард — активный участник европейского неонацистского движения Кровь и честь.
- Кристиан Ворх играет одну из ключевых ролей в движении Freien Kameradschaften.
- Арндт-Хайнц Маркс занимался нацистской Интернет-агитацией.
- Торстен Хайзе состоит в NPD, баллотировался от партии на выборах в бундестаг, организует концерты нацистской музыки, несколько раз был осуждён за акты политического насилия, замечался в контактах с Национал-социалистическим подпольем.
- Юрген Мослер и Михаэль Свирцек создали организацию Национальное наступление, сотрудничали с Националистическим фронтом. Свирцек был осуждён за попытку восстановления ANS/NA.
- Норберт Вайднер стал членом СвДП, но был исключён за нацистскую пропаганду.
- Петер Гаувайлер — депутат бундестага от ХСС, известен своими симпатиями к режиму Путина, поддержкой аннексии Крыма Россией, требованиями отменить санкции против РФ[9].